# Járosy Dezső
Járosy Dezső (Csatád, 1882. december 7. – Eger, 1932. szeptember 13.) bánsági magyar zeneesztéta, kritikus, orgonaművész, zeneszerző.

## Életútja
A temesvári Hittani Intézet elvégzése után Koessler János növendékeként zeneszerzést és orgonajátékot tanult a budapesti Zeneakadémián. 1906-ban a temesvári katolikus székesegyház karnagyává, 1910-ben a budapesti Zeneakadémia tanárává nevezték ki. 1917-ben alapította s haláláig szerkesztette a Temesvárt megjelenő Zenei Szemle c. folyóiratot, korának egyik legkitűnőbb magyar zenei szaklapját. Kiadásában és szerkesztésében jelent meg 1921 és 1929 között megszakításokkal és változott címeken az Egyházi Zeneművészet, Musica Ecclesiastica, Musikalische Rundschau, 1929-től a Banater Musikzeitung is. Évtizedeken át a Temesvári Hírlap zenekritikusa és vezércikkírója volt, tanulmányait, cikkeit a Genius, A Hírnök, Erdélyi Helikon, Pásztortűz, Vasárnap s a szerkesztésében megjelenő zenei szaklapok közölték. Irodalmi tevékenysége a zenetudomány minden ágára kiterjedt, elmélyülten foglalkozott zenetörténelemmel, zeneesztétikával, zenekritikával.
Mint zeneesztéta hangsúlyozza a hagyomány szerepét a zenei fejlődésben, s felismeri a népi zene alapvető jelentőségét a modern nemzeti iskolák kibontakozásában. A legválságosabb időben állt Bartók Béla és Kodály Zoltán mellé; a két nagy zeneszerző nem egy műve a Zenei Szemle hasábjain látott először napvilágot. A legnagyobb elismerés hangján írt Bartók és George Enescu temesvári hangversenyeiről, nagyra értékelte Richard Wagnernek a zenetörténelemben új korszaknyitó muzsikáját. A temesvári Arany János Társaság elnöke (1925–30), a Temesvári Zenekedvelők Egyesületének alelnöke; széles körű tevékenysége elismeréseképpen a Pázmány-egyesület, az EIT és KZST tagjai közé választotta. Mint orgonaművész közel száz hangversenyt adott.
Értékesek „esztétikai méltatásai” Grieg (Budapest, 1908), Richard Wagner (Budapest, 1908), Rimszkij-Korszakov (Budapest, 1909), Chopin (Temesvár, 1910), Liszt Ferenc (Budapest, 1910) zenéjéről; nézeteit egységbe foglalja A zeneesztétikai szép a zenetörténelemben c. munkája (Budapest, 1909).

## Művei
- A hagyományos gregorián korális esztétikai méltatása; Csanád-egyházmegyei Ny., Temesvár, 1906
- Faji zene és magyar zene. Zeneesztétikai tanulmány; Csanádegházmegyei könyvny., Temesvár 1908
- Egyetemi énekkarok a magyar zenei kultúra szolgálatában; Csanádegyházmegyei Ny., Temesvár 1909
- A zeneesztétikai szép a zenetörténelemben zenei nevelés a zenei kultúra szolgálatában; Pesti Ny., Bp., 1909
- Az eukarisztia zenéje. Tanulmány az egyházzenei liturgika köréből; Csanádegyházmegyei Ny., Temesvár 1910
- Az egyházi zene és a papság. Konferenciák az egyházi zene köréből; Csanádegyházmegyei Ny., Temesvár 1912
- Az egyházi zene liturgikájának tankönyve; Csanádegyházm. Ny., Temesvár 1914
- Háborús témák és változatok a zeneművészet köréből; Polatsek, Temesvár 1916
- Énekeljetek az Úrnak! A csanádi egyházmegye hivatalos népénektára; szerk. Járosy Dezső; Csanádegyházmegyei Ny., Timişoara 1920
- Forradalom és zeneművészet (Temesvár, 1920)
- Liederkranz (Temesvár, 1921)
- Schubert szelleme (Temesvár, év nélkül)
- Beethoven (Arad, 1927)
- Chopin; Vasárnap Ny., Arad 1927 (A Vasárnap könyvtára)
- Liszt (Arad, 1927)
- Bécsi zenei képek (Temesvár, 1928)